# Sinodul de la Iași

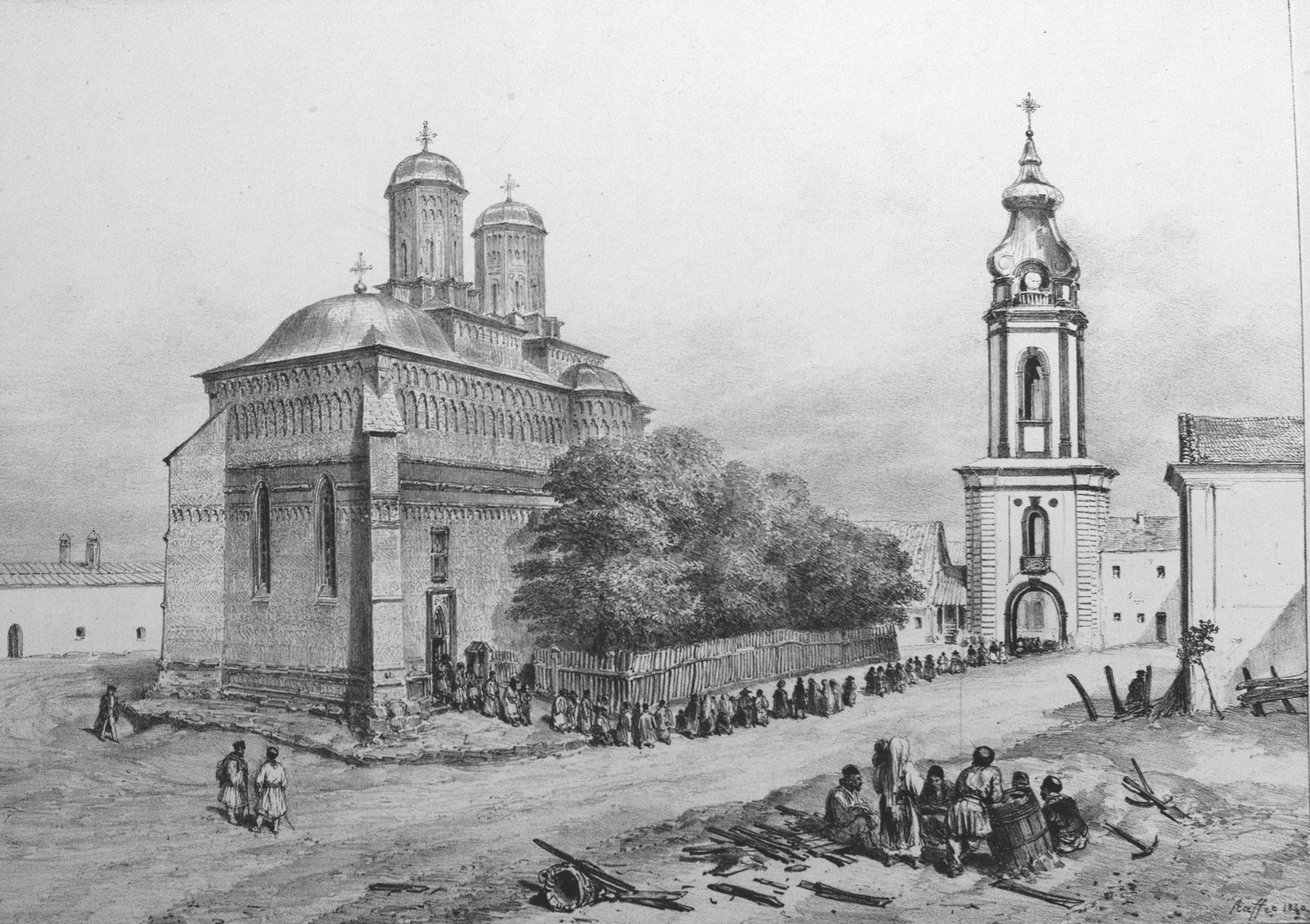
Mănăstirea Sfinții Trei Ierarhi din Iași (imagine istorică), locul de întrunire a sinodului

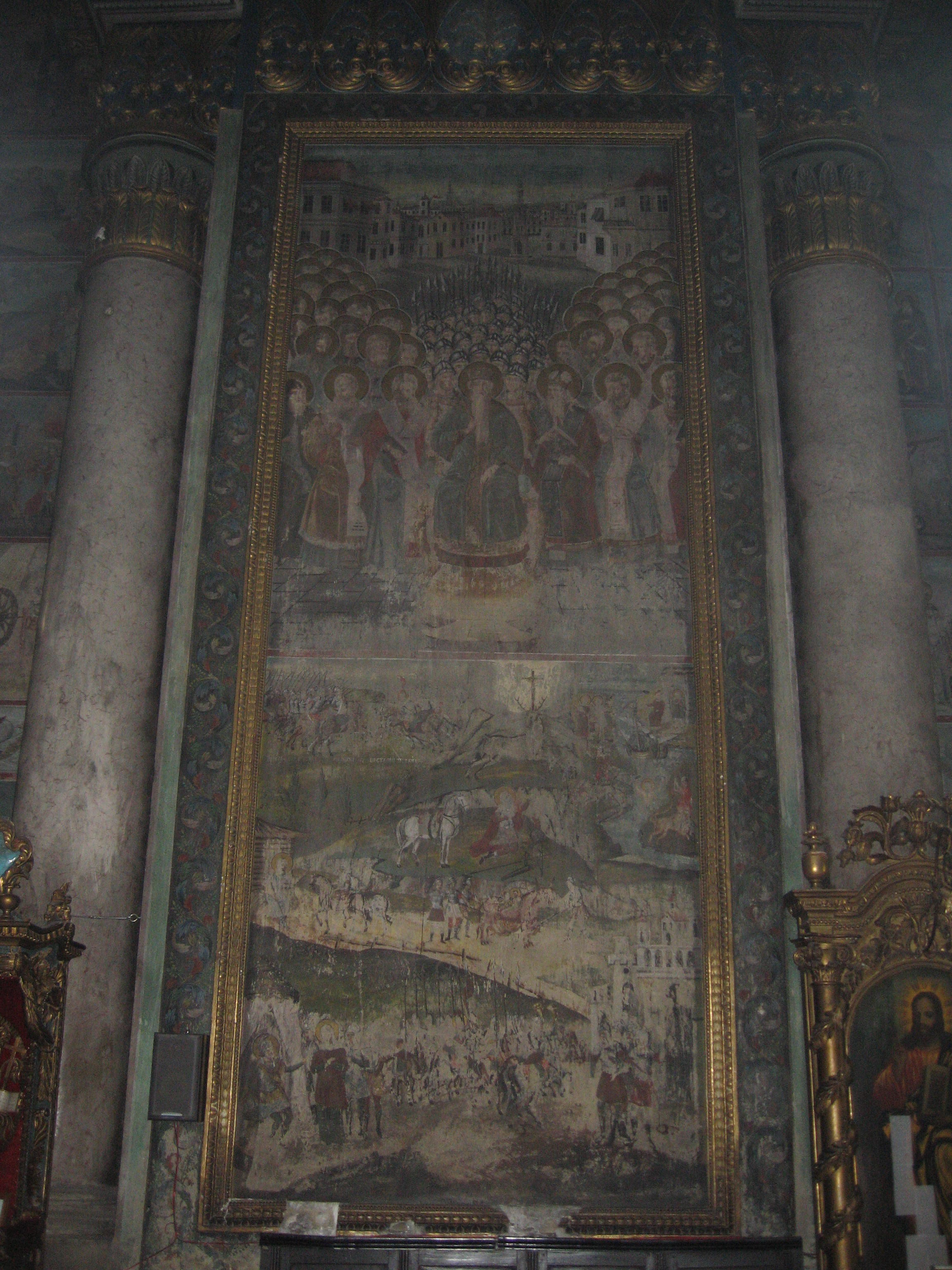
Tablou reprezentând Sinodul de la Iași (în registrul superior) și istoria Sfântului Eustațiu (registrul inferior), prima jumătate a sec. al XIX-lea, Mănăstirea Frumoasa din Iași

Sinodul de la Iași a fost o întâlnire bisericească ortodoxă ce a avut loc în orașul Iași din Principatul Moldovei (astăzi în România), în perioada 15 septembrie - 27 octombrie 1642, convocată de patriarhul ecumenic Partenie I al Constantinopolului, cu sprijinul domnului moldovean Vasile Lupu.
Scopul sinodului a fost cel de a contracara anumite învățături catolice și protestante care pătrunseseră în teologia ortodoxă și de a elabora o declarație ortodoxă cuprinzătoare cu privire la adevărul de credință. Cuprinzând atât reprezentanți ai bisericilor ortodoxe grecești, cât și slave, el a condamnat învățăturile calviniste ale lui Chiril Lukaris și a ratificat catehismul (un text oarecum amendat) Expositio fidei al lui Petru Movilă (Declarația de credință, cunoscută și sub numele de Mărturisirea Ortodoxă), o descriere a învățăturilor creștin-ortodoxe într-un format de tip întrebare-răspuns. Declarația de credință a devenit fundamentală pentru stabilirea atitudinii lumii ortodoxe față de învățăturile Reformei. Principala contribuție a sinodului a fost restaurarea unității în Biserica Ortodoxă prin promulgarea unei declarații de autoritate convenite de toate bisericile majore.